# Diadasina monticola
Diadasina monticola là một loài Hymenoptera trong họ Apidae. Loài này được Moure mô tả khoa học năm 1944.